# Halloween 5
Pour les articles homonymes, voir Halloween (homonymie).
Série Halloween
Halloween 4 :
Le Retour de Michael Myers
(1988) Halloween 6 :
La Malédiction de Michael Myers
(1995)
Pour plus de détails, voir Fiche technique et Distribution.
Halloween 5 : La Revanche de Michael Myers ou Halloween 5 : La Vengeance de Michael Myers au Québec (Halloween 5: The Revenge of Michael Myers) est un film d'horreur américain réalisé par Dominique Othenin-Girard, sorti en 1989. Ce long métrage fait partie de la série de films Halloween.
Le film débute alors qu'un an a passé depuis que Michael Myers a tenté de tuer sa nièce Jamie Lloyd. Poursuivi par la police, il était tombé dans une fosse et s'était enfuit dans un canal. Il avait ensuite été recueilli par un ermite vivant près d'une rivière. À son réveil, un an plus tard, Myers tue celui qui l’a hébergé et reprend sa traque. À Haddonfield, Jamie, devenue muette, est soignée dans un hôpital psychiatrique à la suite de l'agression de sa mère adoptive, alors qu'elle était sous le contrôle de son oncle Michael. C’est cette connexion entre eux que compte utiliser le Dr Samuel Loomis pour stopper le tueur d’Halloween. Parallèlement, un mystérieux homme en noir semble suivre la trace de Myers pour d'obscures raisons.
Il met en scène pour la quatrième fois Donald Pleasence dans le rôle du docteur Samuel Loomis. Danielle Harris reprend quant à elle son rôle introduit dans le précédent opus, Jamie Lloyd, la jeune nièce de Michael Myers. Wendy Kaplan incarne Tina Williams et Ellie Cornell celui de Rachel Carruthers.
Le film reçoit à sa sortie des critiques globalement négatives et est un échec commercial. Il ne récolte que 11,6 millions de dollars au box-office américain soit le pire résultat de la franchise.

## Synopsis
Michael Myers est tombé dans le puits de mine. Les habitants jettent de la dynamite dans le puits pour s'assurer qu'il est mort. Mais Michael trouve un chemin juste avant l'explosion et tombe dans une rivière voisine, où il est trouvé par un ermite local. Il tombe dans le coma tandis que l'ermite s'occupe de lui et reste dans un état comateux pendant une année entière.
Un an plus tard, le 30 octobre 1989, Michael se réveille et tue l'ermite. Il revient ensuite à Haddonfield dans l'Illinois, où sa jeune nièce, Jamie Lloyd. Cette dernière tente de se remettre après avoir été presque tuée par Michael l'année précédente et après avoir elle-même manqué de tuer sa mère adoptive.
Jamie est internée dans un service psychiatrique pour enfants. Désormais muette en raison de traumatismes psychologiques, elle présente des signes télépathiques qui la relie à son oncle. Le docteur Samuel Loomis, conscient du lien psychique de Jamie avec son oncle, essaie de convaincre le shérif Ben Meeker que Michael Myers est toujours vivant. Pendant ce temps, Michael tue Rachel avec une paire de ciseaux et commence à traquer son amie, Tina, ainsi que Samantha, Spitz et son petit ami Mike. Michael suit Mike et le tue à l'extérieur d'un garage avec un coup de râteau à la tête. Tina, Samantha et Spitz font une fête d'Halloween dans une grange. Michael tue à la fois Samantha et Spitz quand ils ont des relations sexuelles, puis tue deux hommes à qui Loomis avait demandé de garder un œil sur Tina pour sa protection. Une fois que la fête est finie, Michael poursuit Tina et Jamie avec une voiture. Alors que dans la poursuite de Jamie, Michael se heurte à un arbre et semble être mort, il sort de la voiture et tente de tuer Jamie. Tina s'interpose, se sacrifiant pour sauver Jamie. Par la suite, Jamie accepte de se mettre en danger pour aider Loomis à arrêter Michael pour de bon, ne pouvant plus continuer de croire qu'il y a quelque chose de bon en son oncle. Avec l'aide de Jamie, Loomis attire Michael vers la maison abandonnée où Michael a vécu.
Dans l'ancienne maison des Myers, le Dr Loomis et la police s'organisent. Dans la maison, Jamie, dans la chambre déserte de Judith Myers est assise en face d'un miroir à se brosser les cheveux. Il s'agit d'un étrange loisir des derniers moments de Judith avant que Michael ne la tue en 1963. Pendant ce temps, un mystérieux inconnu habillé tout en noir attaque l'hôpital de Jamie, faisant quelques victimes. Jamie a des visions de Billy, ce qui amène Meeker à quitter la maison Myers. Finalement, Michael arrive vers une voiture de police. Il attend et tue le policier en lui écrasant la tête sur le tableau de bord. Quand Michael pénètre à l'intérieur de la maison, Loomis le retrouve et tente de le raisonner. Alors qu'il essaie de prendre son couteau, Michael fait semblant de se rétracter, puis se jette sur lui, le blessant à l'estomac et brisant une vitre avec la tête de Loomis. Michael jette alors Loomis dans l'escalier. Après cela, Michael monte à l'étage et s'arrête devant la porte verrouillée afin qu'il ne puisse entrer dans la chambre de Judith. À ce moment-là, l'officier de police qui est dans la chambre de Judith avec Jamie fait descendre une corde par la fenêtre et commence à aider Jamie à sortir. Mais les choses ne vont pas comme prévu et Michael tue l'officier qui a essayé de sauver Jamie avant que celle-ci puisse sauter. Cependant, Jamie parvient à s'enfuir hors de la chambre de Judith.
Jamie s'enfuit à travers la maison, se cachant dans du vieux linge et obligée d'abandonner sa cachette après que Michael la retrouve et poignarde l'endroit à plusieurs reprises. Michael la poursuit à l'étage. Jamie s'enferme temporairement dans le grenier. Elle trouve le chien de Tina, Max, suspendu à une corde, et trouve également les corps de Mike et Rachel. Michael parvient à entrer, et Jamie s'allonge dans une tombe improvisée, semblant attendre la mort. Mais alors que Michael brandit le couteau au-dessus d'elle, elle fait appel une dernière fois à son humanité. Une larme coule derrière le masque de Michael. Il hésite à frapper, et Jamie, poussant plus loin le contact, lui touche le masque. Mais alors qu'elle essaie de le lui retirer, il entre dans un brusque accès de rage et lève à nouveau le bras pour la poignarder. Jamie s’enfuit et retrouve Loomis qui attrape la petite fille pour attirer Myers dans un piège. Quand Myers arrive au bon endroit, Loomis fait tomber sur lui un filet pour l'emprisonner. Il se jette ensuite sur lui et utilise un pistolet tranquillisant pour l'affaiblir et le bat violemment avec une planche en bois, avant de s'effondrer sur lui. Les policiers arrivent enfin à la maison maudite. Michael est emmené et enfermé dans une cellule du poste de police local, en attendant d'être transféré dans une prison de haute sécurité. Mais le mystérieux étranger vêtu de noir arrive et attaque le poste de police. Une explosion a lieu, puis le silence se fait. Jamie, qui attendait qu'on la ramène chez elle, assise dans une voiture de police, a entendu la fusillade. Elle entre dans le poste et trouve les cadavres du shérif et des six autres policiers. Elle se dirige vers la cellule où était Michael et constate avec horreur qu'elle est vide.

## Fiche technique
- Titre original : Halloween 5: The Revenge of Michael Myers
- Titre français : Halloween 5 : La Revanche de Michael Myers[N 1]
- Titre québécois : Halloween 5 : La Vengeance de Michael Myers
- Réalisation : Dominique Othenin-Girard
- Scénario : Shem Bitterman, Michael Jacobs et Dominique Othenin-Girard, d'après les personnages créés par John Carpenter et Debra Hill †
- Musique : Alan Howarth, avec le thème "Halloween" de John Carpenter
- Direction artistique : Richard Honigman
- Décors : Brenton Swift
- Costumes : Simon Tuke
- Maquillage : Moni Mansano
- Coiffure : Moni Mansano
- Photographie : Robert Draper
- Son : Allan Bond, Robert W. Glass Jr., Ken S. Polk, Robert Thirlwell, Dan Wallin
- Montage : Jerry Brady et Charles Tetoni
- Production : Ramsey Thomas
  - Production exécutive : Rick Nathanson
  - Production déléguée : Moustapha Akkad
- Sociétés de production : Magnum Pictures Inc. et Trancas International Films
- Sociétés de distribution : Galaxy International Releasing (États-Unis) ; Cineplex Odeon Films (Canada) ; Sinfonia Films (France)
- Budget : 5 millions de $[2],[3] ; 5,5 millions de $[4]
- Pays de production :  États-Unis
- Langue originale : anglais
- Format : couleur - 35 mm - 1,85:1 (Panavision) - son Ultra Stéréo
- Genre : épouvante-horreur (slasher), thriller
- Durée : 96 minutes
- Dates de sortie[5] :
  - États-Unis : 13 octobre 1989
  - France : 28 novembre 1990 (sortie limitée)
- Classification : 
  - États-Unis : interdit aux moins de 17 ans (R – Restricted)[N 2]
  - France : interdit aux moins de 12 ans
  - Québec : 13 ans et plus (13+ / 13 years and over)

## Distribution
- Donald Pleasence (VF : Jacques Garcia) : Dr Samuel Loomis
- Don Shanks : Michael Myers
- Danielle Harris (VF : Isabelle Noérie) : Jamie Lloyd
- Beau Starr (VF : Jean-Bernard Guillard) : le shérif Ben Meeker
- Wendy Kaplan : Tina Williams
- Tamara Glynn (VF : Natacha Muller) : Samantha Thomas
- Ellie Cornell (VF : Marie-Madeleine Burguet-Le Doze) : Rachel Carruthers
- Troy Evans (VF : Gérard Boucaron) : le shérif-adjoint Charlie Bloch
- Jonathan Chapin (VF : Bernard Bollet) : Mike, le petit ami de Tina
- Matthew Walker : Spitz, le petit ami de Samantha
- Jeffrey Landman : Billy Hill, le petit ami de Jamie
- Betty Carvalho : infirmière Patsey
- Max Robinson (VF : Jacques Albaret) : Dr Max Hart
- Frank Como (VF : Patrick Noérie) : l'officier Nick Ross
- David Ursin : officier Tom Farrah
- Harper Roisman : le vieil homme

Version française réalisée par GK Garcia Ktorza Productions

## Production

### Développement
Le succès d’Halloween 4 : Le Retour de Michael Myers permet à la franchise de connaître un regain d’intérêt auprès du public alors que d’autres franchises, tel que Vendredi 13 ou la série des Freddy, commencent à s’essouffler. C’est donc sans perdre de temps que le producteur Moustapha Akkad lance la mise en chantier d’un cinquième Halloween alors qu’Halloween 4 est encore projeté dans les salles de cinéma américaine. Le but est de sortir le film en octobre 1989, soit 1 an après le 4e. Ce planning beaucoup trop serré finit par nuire à certains aspects du film. Akkad déclare dans le documentaire Halloween : 25 ans de terreur : 

« Halloween 4 a cartonné, il est resté numéro 1 au box-office américain durant 15 jours, l'ivresse du succès a fait qu'ont s'est lancés immédiatement dans le 5e volet. On a fait une erreur, on s'est concurrencé nous même car quand Halloween 5 est sorti, un an plus tard, le 4e venait à peine d'être sorti en vidéo. Il aurait fallu au moins 2 ans entre les films. »

C'est le Suisse Dominique Othenin-Girard qui est chargé de la réalisation du film quelques mois après la sortie du précédent.

### Scénario
La première version du scénario est écrite par Shem Bitterman. Son idée initiale est que Jamie Lloyd doit incarner l'image du mal, après avoir poignardé sa belle-mère dans le film précédent. Cette idée est rejetée par le studio et Akkad embauche le scénariste Michael Jacobs pour écrire le script. Après avoir examiné le script, le réalisateur, Dominique Othenin-Girard, s'emploie à réécrire de nouvelles scènes pour le bien du film. Donald Pleasence a aussi des désaccords avec Akkad et Othenin-Girard à propos du scénario, notamment sur le rôle de Jamie. Il pense, comme Shem Bitterman, que le personnage doit être mauvais, dans la continuité du final du 4e film. Mais Akkad désapprouve car, selon lui, les spectateurs veulent voir plus de Michael Myers à l'écran. La production du film commence le 1er mai 1989, avant même d'avoir une version finale su  scénario. Dans le script, le personnage de Rachel doit être tuée par des ciseaux plantés dans sa gorge, mais l'actrice Ellie Cornell n'aime pas l'idée et demande que la scène soit modifiée pour être simplement poignardé avec des ciseaux.
L'une des scènes du film, avec l'ermite qui recueille le tueur au tout début, avait été précédemment tourné avec un acteur nettement plus jeune. Le producteur Moustapha Akkad manifesta son désaccord en exigeant que celui-ci soit remplacé par un comédien plus âgé. Comme Dominique Othenin-Girard fut étranger aux changements, on peut discerner un certain manque d'homogénéité visuelle au sein de la séquence. Le scénario prévoyait en outre une plus grande interaction de l'ermite avec Michael Myers (leur cohabitation dure en effet plus d'un an), mais celle-ci ne fut jamais développée à l'écran.

### Tournage
Le tournage débute en mai 1989 à Salt Lake City dans l'Utah. Il se déroule également à Provo et Ogden. Plusieurs lieux sont les mêmes que ceux utilisés pour le précédent film. Par aillers, au moment du début du tournage, le scénario n'est pas terminé.

## Accueil

### Accueil critique
Le film reçoit des critiques globalement négatives. Sur le site d'agrégation de critiques Rotten Tomatoes, il n'obtient que 11% d'avis favorables, pour 27 critiques et une note moyenne de 3,6⁄10. Le consensus suivant résumé les avis collectés : « . » Sur le site Metacritic, qui utilise une moyenne pondérée, le film obtient la note de 28⁄100 pour 10 critiques.
Stephen Holden du New York Times que le film est « un peu comme faire un autre tour dans un même manège bien trop familier » mais ajoute qu'il « un peu plus raffiné dans ses détails que le film d'horreur conventionnel. »  Dans Variety, le film est présenté comme « assez stupide et ennuyeux » et que la saga est devenue « pratiquement impossible à distinguer des films de Vendredi 13 ».

### Box office
Halloween 5 sort en Amérique du Nord le 13 octobre 1989. Il engrange 5,1 millions de dollars pour son premier week-end, le 4e meilleur résultat ce week-end au box office. Il est diffusé jusqu'en novembre 1989, avec notamment 449,686 $ récolté le week-end du 3 novembre 1989, sur 537 écrans. Il reste dans quelques salles pendant 3 mois, jusqu'en décembre 1989, avec un total de 11,6 millions sur le sol américain, le résultat le plus faible par rapport aux quatre précédents films.
Alors que le film sort directement en vidéo dans plusieurs pays, en raison de son échec au box-office américain, Halloween 5 bénéficie tout de même d'une sortie limitée en France dans une poignée de salles de cinéma pendant une unique semaine. Il ne totalise ainsi que 1 913 entrées en France

## Éditions en vidéo
Le film Halloween 5 : La Revanche de Michael Myers est sorti en DVD le 25 octobre 2000. Avec l'arrivée du Blu-ray, une version Combo Blu-ray + DVD en édition limitée est sortie le 5 août 2020. Le film est également sorti en VOD le 1er janvier 2007